# Chalaux
Chalaux är en kommun i departementet Nièvre i regionen Bourgogne-Franche-Comté i de centrala delarna av Frankrike. Kommunen ligger i kantonen Lormes som tillhör arrondissementet Clamecy. År 2022 hade Chalaux 83 invånare.

## Befolkningsutveckling
Antalet invånare i kommunen Chalaux
| Referens: INSEE |